# Варпаховская, Анна Леонидовна
А́нна Леони́довна Варпахо́вская (род. 11 июня 1949 года, Магадан, РСФСР, СССР) — советская и российская актриса театра и кино, заслуженная артистка РСФСР (1987).

## Биография
Родилась в семье режиссёра Леонида Варпаховского и певицы Иды Самуиловны Зискиной (1911—1999).
В 1971 году окончила с отличием Высшее театральное училище им. Б. В. Щукина при Театре имени Вахтангова и была принята в труппу московского драматического театра им. К. С. Станиславского, где проработала до 1994 года. В 1994 году вместе с мужем и детьми эмигрировала в Канаду в Монреаль, где создала вместе с режиссёром Г. Зискиным русский театр имени Леонида Варпаховского. С 2006 года по настоящее время играет в спектаклях в Театре русской драмы имени Леси Украинки в Киеве. В 2013—2016 годах сотрудничала с киевским театром «Актёр». За годы работы в театре ею сыграно множество ролей классического русского и западного репертуара, а также множество ролей в современных пьесах.
Работы А. Л. Варпаховской были высоко оценены зрителями и критикой. За заслуги в области советского театрального искусства Президиум Верховного Совета РСФСР Указом от 8 сентября 1987 года присвоил ей звание «Заслуженный артист РСФСР».
Снялась в двадцати телефильмах. В 1979 году на Девятом Фестивале молодых кинематографистов Мосфильма стала лауреатом за роль Лизы в фильме режиссёра Аллы Суриковой «Суета сует».
В 1995 году вместе с режиссёром Григорием Зискиным основала единственную профессиональную русскоязычную сценическую площадку — Русский драматический театр имени Л. В. Варпаховского в Монреале, Канада, осуществляющий свои постановки для жителей Канады и США. В театре работают профессиональные актёры, живущие на североамериканском континенте, а также актёры, приглашаемые из России.
Спектакли, в которых играла Анна Варпаховская, и роли, сыгранные ею, имеют большой резонанс у зрителей и в прессе. Благодаря ей русский театр приобрёл подлинную популярность на североамериканском континенте. Театр имени Варпаховского борется за сохранение традиций настоящего русского психологического театра, за продвижение русской культуры за рубежом и за сохранение русского языка.
В конце 2010-х гг. переехала в Киев, где работает в театре им. Леси Украинки.

### Личная жизнь
Первый муж (1970—1971 гг.) — Борис Фёдорович Сморчков, советский и российский актёр.
Муж (с 1977 года) — Владимир Сергеевич Колеров, двое детей: Леонид Колеров (1979 года рождения) и Мария Колерова (1985 года рождения).

## Творчество

### Роли в театре
Театр драмы имени Станиславского
- Милица, «Мелодия для павлина» Заградника
- Луиза Миллер, «Коварство и любовь» Шиллера
- Таня, «Прощание в июне» Вампилова
- Глафира, «Волки и овцы» Островского (премия за женскую роль, 1976 год)
- Елена, «Перевозчик» Шанявского
- Лизавета, «Новоселье в старом доме» Кравцова
- Ванда, «Мамочка Анета» Кирицеску
- Эльза, «Чёрт» Мольнара
- Саша, «Живой труп» Льва Толстого
- Ирена, «Брысь, костлявая, брысь» С. Шальтяниса
- Гена, «Радуга зимой» Рощина
- Добрая волшебница, «Вставай, красавица, проснись» Соколовой
- Некто, «Женский стол в охотничьем зале» Мережко
- Людмила, «Постояльцы» Горького
- Фрейлен Бюрстнер и Лени, «Процесс» Кафки
- Горбушина, «Уважаемые граждане» Зощенко
- Смельская, «Таланты и поклонники» А. Островского
- Элеонора, «Танго» Мрожека (премия за женскую роль на Четвёртом Фестивале польской драматургии в СССР

Русский театр имени Варпаховского
- Наталья Степановна, «Предложение» Чехова
- Попова, «Медведь» Чехова
- Москалёва «Дядюшкин сон» Ф. Достоевского
- Вера, «Скамейка» Гельмана
- Она, «Прелести измены» Красногорова
- Наталья Павловна, «Граф Нулин» Пушкина
- Мурзавецкая, «Волки и овцы» А.Островского
- Матильда, «Если всё не так» Брикера и Ласега
- Миссис Брокелес, «Последняя Любовь» Мухарьямова по одноимённому рассказу Зингера
- Кристина, «Четыре довода в пользу брака» Баэра
- Люси, «Миллиард для наследников» Шено
- Сюзетта, «Семейный ужин» Камолетти
- Элеонора, «Антипьеса для антипублики» Жамиака
- Люсиль, Бабье лето

Совместные постановки Русского театра имени Варпаховского с театром русской драмы имени Леси Украинки
- Люсиль, «Бабье лето» Менчелла
- Москалёва, «Дядюшкин сон» Достоевского
- Сюзетта «Семейный ужин» Камолетти
- Эдда «Прощальное танго» Альдо Николаи
- Марго «Спасибо, Марго!» Мухарьямова
- Циля «Наша кухня» Аси Котляр
- Ольга «Игрушка для мамы» Альдо Николаи

### Фильмография
- 1977 — Хождение по мукам — Ладникова
- 1978 — Суета сует — Лиза
- 1979 — Экипаж — пассажирка-американка
- 1981 — Шутка?! — Галина Дмитриевна
- 1981 — Будьте моим мужем — курортница-художница
- 1981 — Брелок с секретом — эпизод
- 1983 — Витя Глушаков — друг апачей — Ирина Васильевна
- 1984 — Осиное гнездо (фильм-спектакль) — Ванда
- 1988 — Новоселье в старом доме (фильм-спектакль) — Лизавета
- 1991 — Чернобыль: Последнее предупреждение (телефильм, США, СССР) — переводчица М. С. Горбачёва
- 2001 — Идеальная пара — 7-я серия — Алла Терентьевна
- 2014 — Ветреная женщина (Россия, Украина) — Марья Владимировна Суркова
- 2014 — Чудо по расписанию (Украина) — Бэлла Давидовна Гольдман
- 2016 — Восток—Запад (Россия, Украина, Турция) — Ольга Павловна
- 2018 — Восток—Запад-2 (Россия, Украина, Турция) — Ольга Павловна
- 2018 — Человек без сердца (Украина) — София
- 2019 — Вещдок (Украина) — архивариус Алла Матвеевна
- 2020 — Анна-детективъ 2 (Россия) — Наталья Павловна фон Берг, баронесса

### Озвучивание мультфильмов
- 1972 — Зелёный кузнечик

## Награды и звания
- Орден Дружбы (3 августа 2010 года, Россия) — за большой вклад в развитие и укрепление российско-канадских культурных связей[2].
- Заслуженная артистка РСФСР (8 сентября 1987 года) — за заслуги в области советского театрального искусства[3].